# Liste der Kulturgüter in Cerentino
Die Liste der Kulturgüter in Cerentino enthält alle Objekte in der Gemeinde Cerentino im Kanton Tessin, die gemäss der Haager Konvention zum Schutz von Kulturgut bei bewaffneten Konflikten, dem Bundesgesetz vom 20. Juni 2014 über den Schutz der Kulturgüter bei bewaffneten Konflikten sowie der Verordnung vom 29. Oktober 2014 über den Schutz der Kulturgüter bei bewaffneten Konflikten unter Schutz stehen.
Objekte der Kategorie A sind im Gemeindegebiet nicht ausgewiesen, Objekte der Kategorie B sind vollständig in der Liste enthalten, Objekte der Kategorie C fehlen zurzeit (Stand: 1. Januar 2023).

## Kulturgüter
| Foto | | Objekt | Kat. | Typ | Standort                   | Beschreibung |
| ---- | --- | --- | ---- | --- | -------------------------- | ------------ |
| ja   | Datei hochladen · Wikidata zu Pfarrkirche Santa Maria delle Grazie mit Beinhaus und Pfarrhaus (Q3673202) | Pfarrkirche Santa Maria delle Grazie mit Beinhaus und Pfarrhaus / Chiesa parrocchiale di Santa Maria delle Grazie con ossario e casa parrocchiale KGS-Nr.: 05398 | B    | G   | Gallinette 685364 / 129207 |              |
| BW   | Datei hochladen · Wikidata zu Oratorium Sant’Antonio da Padova (Q29884164)                               | Oratorium Sant’Antonio da Padova / Oratorio di Sant’Antonio da Padova KGS-Nr.: 11941                                                                             | B    | G   | Camanoglio 685547 / 129789 |              |